# Beta系数
貝塔系数（{\displaystyle \beta } 係數，香港又譯作：啤打系數）是用以度量一项资产系统性风险的指标，是资本资产定价模型（CAPM）的参数之一。指用以衡量一种证券或一个投资证券组合相对总体市场的波动性的一种证券系统性风险的评估工具。
公式为：{\displaystyle \beta _{a}={\frac {{\mbox{Cov}}(r_{a},r_{m})}{\sigma _{m}^{2}}}}
其中{\displaystyle {{\mbox{Cov}}(r_{a},r_{m})}}是证券 {\displaystyle a} 的收益与市场收益的共變異數；{\displaystyle {\sigma _{m}^{2}}}是市场收益的變異數。
因为：
{\displaystyle {{\mbox{Cov}}(r_{a},r_{m})}={\rho _{am}}{\sigma _{a}}{\sigma _{m}}}
所以公式也可以写成：
{\displaystyle \beta _{a}=\rho _{am}\cdot {\frac {\sigma _{a}}{\sigma _{m}}}}
其中{\displaystyle {\rho _{am}}}为证券 {\displaystyle a} 与市场的相关系数；{\displaystyle {\sigma _{a}}}为证券 {\displaystyle a} 的标准差；{\displaystyle \sigma _{m}}为市场的标准差。
贝塔系数利用迴歸的方法计算：（{\displaystyle \beta } 絕對值）

- 贝塔系数等于1即证券的价格与市场一同变动。（{\displaystyle \left|\beta \right|=1}）
- 贝塔系数高于1即证券价格比总体市场更波动。（{\displaystyle \left|\beta \right|>1}）
- 贝塔系数低于1即证券价格的波动比市场为低。（{\displaystyle \left|\beta \right|<1}）

如果{\displaystyle \beta =0} 表示没有风险，{\displaystyle \beta =0.5} 表示其风险仅为市场的一半，{\displaystyle \beta =1} 表示风险与市场风险相同，{\displaystyle \beta =2} 表示其风险是市场的2倍。
貝塔值（{\displaystyle \beta } 值）：
用以衡量基金之市場風險，或稱系統性風險。其計算的方式為以過去12個月或24個月之基金月報酬率對同期市場月報酬率做迴歸，估計斜率係數而得，當{\displaystyle \beta >1}（{\displaystyle \beta <-1}），表示基金坡動度較指數為大，當指數上揚10%（下跌10%），基金會上揚超過10%（下跌超過10%）；當{\displaystyle \beta =1}，表示指數漲跌多少，基金就跟著變動多少。

## 其他
不同公司之间的{\displaystyle \beta } 系数有所不同，即便是同一家公司在不同时期，其{\displaystyle \beta } 系数也会或多或少地有所差异。在实际中，要想利用定义式去计算{\displaystyle \beta } 系数是比较困难的。{\displaystyle \beta } 系数的计算常常利用收益率的历史数据，采用线性回归的方法取得。一些证券咨询机构会定期计算和编制各上市公司的{\displaystyle \beta } 系数。